# Catanthera tawaensis
Catanthera tawaensis är en tvåhjärtbladig växtart som först beskrevs av Elmer Drew Merrill, och fick sitt nu gällande namn av Regalado. Catanthera tawaensis ingår i släktet Catanthera och familjen Melastomataceae. Inga underarter finns listade i Catalogue of Life.